# Orla Rosenhoff
Orla Albert Vilhelm Rosenhoff, né le 1er octobre 1844 et décédé le 4 juin 1905, est un musicien et pédagogue danois, fils de Caspar Claudius Rosenhoff (da) (lui-même écrivain et professeur de musique).

## Biographie
Né à Copenhague, Orla Rosenhoff fut l'élève d'Adolph Lund et plus tard de Niels Wilhelm Gade pour la composition. Lorsque l'Académie royale danoise de musique fut créée en 1867, Rosenhoff y fut professeur de piano intérimaire. Il s'y fit ensuite employer de 1881 à 1892 comme professeur d'harmonie, de contrepoint et de fugue. 
L'enseignement devint l'œuvre de toute une vie pour Rosenhoff et il exerça une influence certaine sur des générations de musiciens danois, dont Tekla Griebel-Wandall, Carl Nielsen et Hilda Sehested.
En tant que compositeur, il a créé des œuvres de musique de chambre (quintette, sextuor), des chansons, des pièces pour piano (y compris des études pour pédale) et deux ouvertures pour orchestre. Il a publié trois recueils d'exercices à utiliser dans les cours de théorie musicale.
Sa tombe se trouve dans le cimetière Ældre kirkegard du quartier de Fredriksberg, à Copenhague.